# Serie A1 1994-1995 (pallacanestro femminile)
Il campionato di Serie A1 1994-1995 è stato il sessantaquattresimo massimo campionato di pallacanestro femminile in Italia ed è stato vinto dalla Pool Comense per il quinto anno consecutivo, nono in assoluto, battendo in finale la Famila Schio.

## Stagione

### Formula
Rispetto alla stagione precedente, il numero delle società è passato da sedici a quattordici. La formula è rimasta però invariata: le squadre si sono incontrate in un girone all'italiana, con partite di andata e ritorno. Al termine della stagione regolare, le ultime tre sono retrocesse direttamente in Serie A2 d'Eccellenza. Le squadre classificatesi tra il primo e l'ottavo posto hanno preso parte ai play-off per lo scudetto.

## Stagione regolare

### Classifica
|  |     | Classifica finale 1994-1995 | Pt | G  | V  | P  | GF | GS |
|  | --- | --------------------------- | -- | -- | -- | -- | -- | -- |
|  | 1.  | Pool Comense                | 50 | 26 | 25 | 1  | -  | -  |
|  | 2.  | Famila Schio                | 42 | 26 | 21 | 5  | -  | -  |
|  | 3.  | Primizie Parma              | 34 | 26 | 17 | 9  | -  | -  |
|  | 4.  | Gsm Messina                 | 34 | 26 | 17 | 9  | -  | -  |
|  | 5.  | Pallacanestro Avellino      | 30 | 26 | 15 | 11 | -  | -  |
|  | 6.  | Erreti Faenza               | 28 | 26 | 14 | 12 | -  | -  |
|  | 7.  | Copma Ferrara               | 28 | 26 | 14 | 12 | -  | -  |
|  | 8.  | Sicilgesso Alcamo           | 28 | 26 | 14 | 12 | -  | -  |
|  | 9.  | Isab Energy Priolo          | 28 | 26 | 14 | 12 | -  | -  |
|  | 10. | Vivo Vicenza                | 26 | 26 | 13 | 13 | -  | -  |
|  | 11. | Divella Cesena              | 24 | 26 | 12 | 14 | -  | -  |
|  | 12. | Simca Viterbo               | 8  | 26 | 4  | 22 | -  | -  |
|  | 13. | Tmc Firenze                 | 2  | 26 | 1  | 25 | -  | -  |
|  | 14. | Libertas Bologna            | 2  | 26 | 1  | 25 | -  | -  |

### Risultati
| Risultati              | AL    | AV    | BO     | CE    | CO    | FA    | FE    | FI    | ME    | PA    | PR    | SC    | VC    | VT    |
| ---------------------- | ----- | ----- | ------ | ----- | ----- | ----- | ----- | ----- | ----- | ----- | ----- | ----- | ----- | ----- |
| Sicilgesso Alcamo      |       | -     | -      | -     | -     | 84-75 | -     | -     | -     | -     | -     | -     | -     | -     |
| Pallacanestro Avellino | -     |       | -      | -     | -     | 79-86 | -     | -     | -     | -     | -     | -     | -     | -     |
| Focus Bologna          | -     | -     |        | -     | -     | 88-92 | -     | -     | -     | -     | -     | -     | -     | -     |
| Divella Cesena         | -     | -     | -      |       | -     | 85-74 | -     | -     | -     | -     | -     | -     | -     | -     |
| Pool Comense           | -     | -     | -      | -     |       | 95-64 | -     | -     | -     | -     | -     | -     | -     | -     |
| Erreti Faenza          | 90-83 | 66-68 | 110-35 | 56-69 | 60-80 |       | 85-67 | 85-42 | 89-75 | 87-79 | 62-63 | 61-94 | 94-84 | 87-68 |
| Copma Ferrara          | -     | -     | -      | -     | -     | 69-87 |       | -     | -     | -     | -     | -     | -     | -     |
| Tmc Firenze            | -     | -     | -      | -     | -     | 64-73 | -     |       | -     | -     | -     | -     | -     | -     |
| Gsm Messina            | -     | -     | -      | -     | -     | 82-77 | -     | -     |       | -     | -     | -     | -     | -     |
| Primizie Parma         | -     | -     | -      | -     | -     | 86-81 | -     | -     | -     |       | -     | -     | -     | -     |
| Isab Energy Priolo     | -     | -     | -      | -     | -     | 81-68 | -     | -     | -     | -     |       | -     | -     | -     |
| Famila Schio           | -     | -     | -      | -     | -     | 75-69 | -     | -     | -     | -     | -     |       | -     | -     |
| Vivo Vicenza           | -     | -     | -      | -     | -     | 61-75 | -     | -     | -     | -     | -     | -     |       | -     |
| Simca Viterbo          | -     | -     | -      | -     | -     | 53-78 | -     | -     | -     | -     | -     | -     | -     |       |

## Play-off
|  | Quarti di finale | Quarti di finale       | Quarti di finale       | Quarti di finale       | Quarti di finale       |  |  | Semifinali    | Semifinali    | Semifinali    | Semifinali   | Semifinali   |              |              | Finale       | Finale       | Finale       | Finale       | Finale       |  |
|  |                  |                        |                        |                        |                        |  |  |               |               |               |              |              |              |              |              |              |              |              |              |  |
|  | 1                | Pool Comense           | Pool Comense           | Pool Comense           | Pool Comense           |  |  |               |               |               |              |              |              |              |              |              |              |              |              |  |
|  | 8                | Sicilgesso Alcamo      | Sicilgesso Alcamo      | Sicilgesso Alcamo      | Sicilgesso Alcamo      |  |  | Pool Comense  | Pool Comense  | Pool Comense  | Pool Comense | 64           |              |              |              |              |              |              |              |  |
|  | 4                | Gsm Messina            | Gsm Messina            | Gsm Messina            | Gsm Messina            |  |  | Gsm Messina   | Gsm Messina   | Gsm Messina   | Gsm Messina  | 67           |              |              |              |              |              |              |              |  |
|  | 5                | Pallacanestro Avellino | Pallacanestro Avellino | Pallacanestro Avellino | Pallacanestro Avellino |  |  |               |               |               |              |              |              |              | Pool Comense | Pool Comense | Pool Comense | Pool Comense | Pool Comense |  |
|  | 3                | Primizie Parma         | Primizie Parma         | 61                     | 59                     |  |  |               |               | Famila Schio  | Famila Schio | Famila Schio | Famila Schio | Famila Schio |              |              |              |              |              |  |
|  | 6                | Erreti Faenza          | Erreti Faenza          | 75                     | 69                     |  |  | Erreti Faenza | Erreti Faenza | Erreti Faenza | 73           | 49           |              |              |              |              |              |              |              |  |
|  | 2                | Famila Schio           | Famila Schio           | Famila Schio           | Famila Schio           |  |  | Famila Schio  | Famila Schio  | Famila Schio  | 76           | 69           |              |              |              |              |              |              |              |  |
|  | 7                | Copma Ferrara          | Copma Ferrara          | Copma Ferrara          | Copma Ferrara          |  |  |               |               |               |              |              |              |              |              |              |              |              |              |  |

## Verdetti
- Campione d'Italia:  Pool Comense
Formazione: Angela Arcangeli, Viviana Ballabio, Di Blasi, Mara Fullin, Sara Gaspari, Girardin, Bridgette Gordon, Razija Mujanović, Elena Paparazzo, Passaro, Catarina Pollini, Sarti, Silvia Todeschini. Allenatore: Aldo corno.
- Retrocessioni in Serie A2 d'Eccellenza: Simca Viterbo, Tmc Firenze e Focus Bologna.
- Esclusa dal campionato successivo:  Pallacanestro Avellino.